# Linguatulidae
Linguatulidae é uma família de crustáceos pertencentes à ordem Porocephalida.
Géneros:
- Linguatula Frölich, 1789
- Monostoma
- Neolinguatula Haffner & Rack, 1969
- Tetragulus Bosc, 1811